# Neue Mozart-Ausgabe
Neue Mozart-Ausgabe, formellt namn är Wolfgang Amadeus Mozart. Neue Ausgabe sämtlicher Werke, är den andra utgåvan av Wolfgang Amadeus Mozarts kompletta verk. Den består av 126 band som publicerades mellan 1956 och 2007. Sedan 2006 finns också en digital version fritt tillgänglig på Internet.